# Okap (formacja skalna)

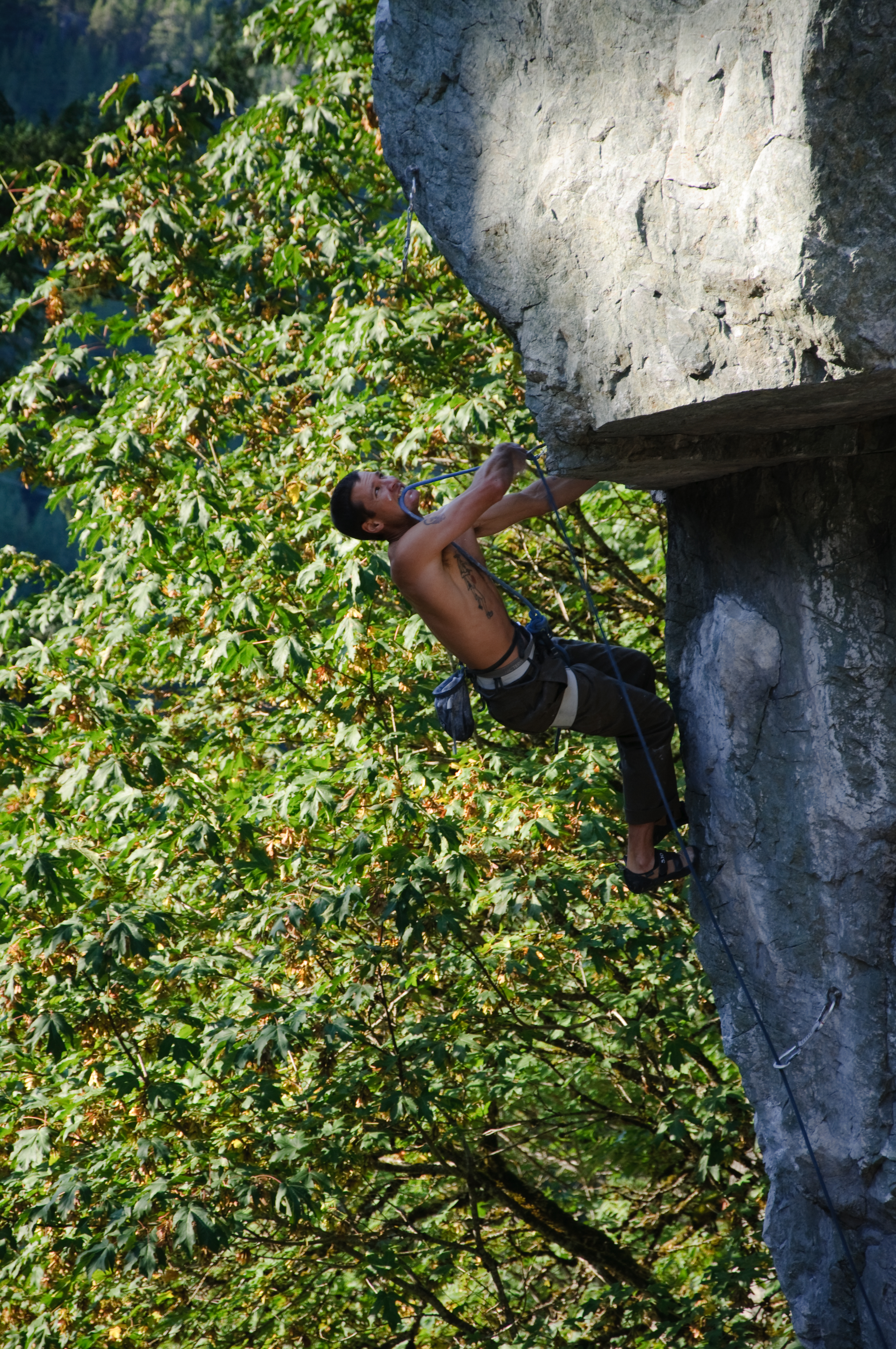
Okap

Okap – rodzaj przewieszki, która jest odchylona od pionu pod kątem ok. 90 stopni, tak, że wspinacz ma nad głową poziomy fragment skały. Określenie to jest najczęściej używane w odniesieniu do daszków na tyle małych, że można sięgnąć do ich krawędzi ze ściany dochodzącej do przełamania okapu. W przypadku większej partii skały o tak dużym przewieszeniu nazywa się je dachem.
Poniższe zdjęcia ilustrują sposób pokonywania okapu na przykładzie drogi Biceptual Lover o wycenie 5.12b w rejonie Squamish na terenie Kolumbii Brytyjskiej w Kanadzie.

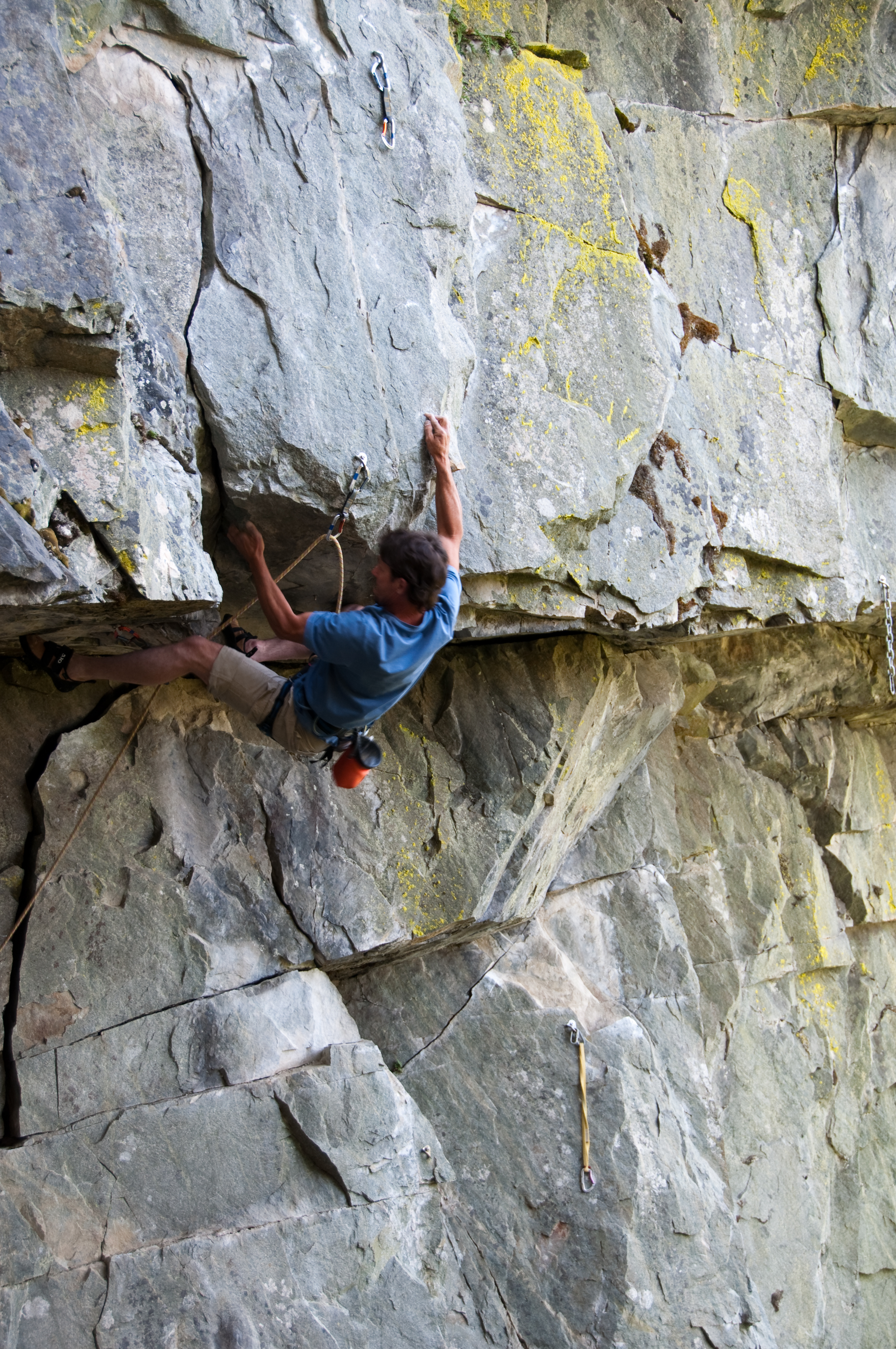
1
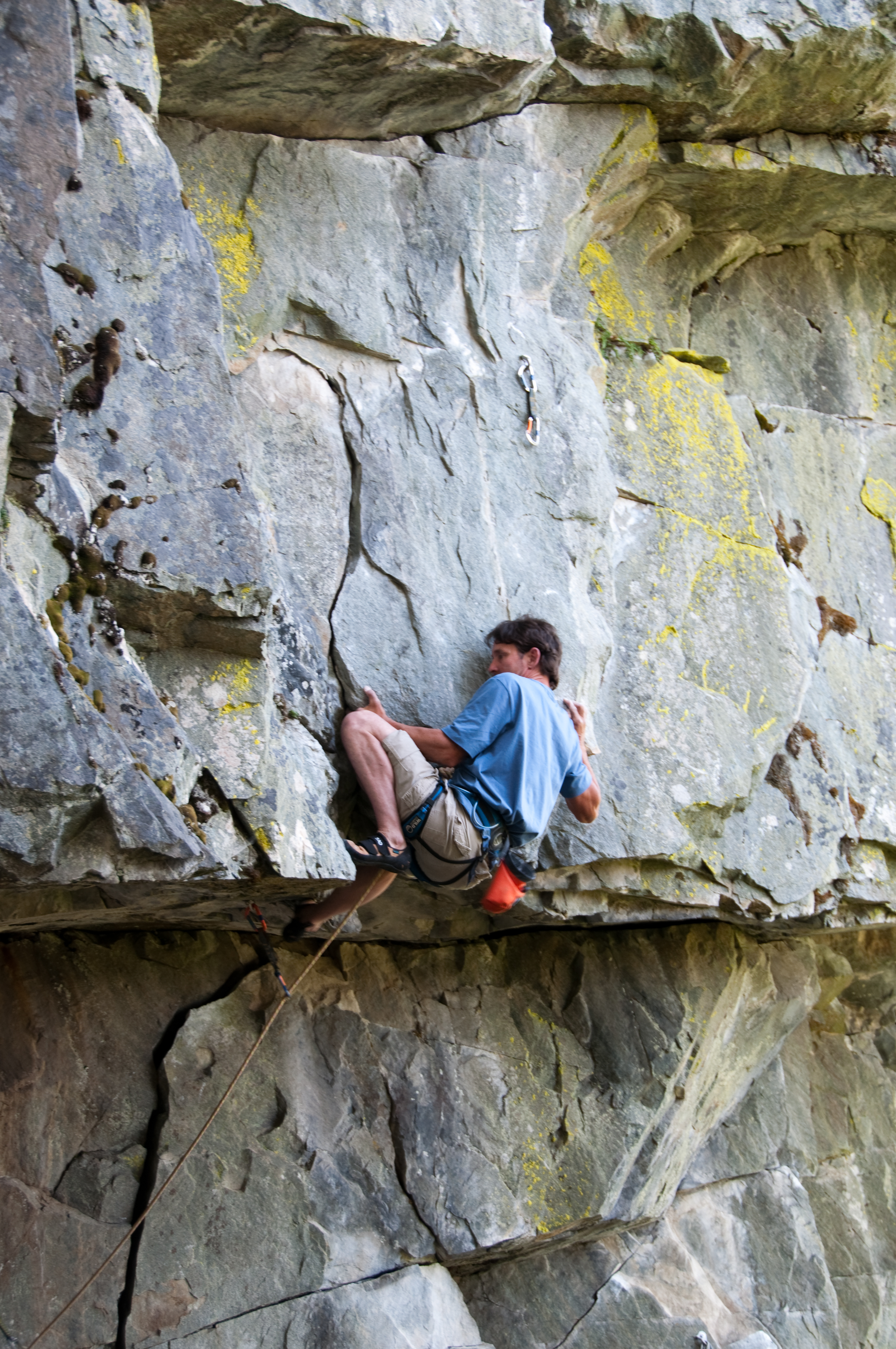
2
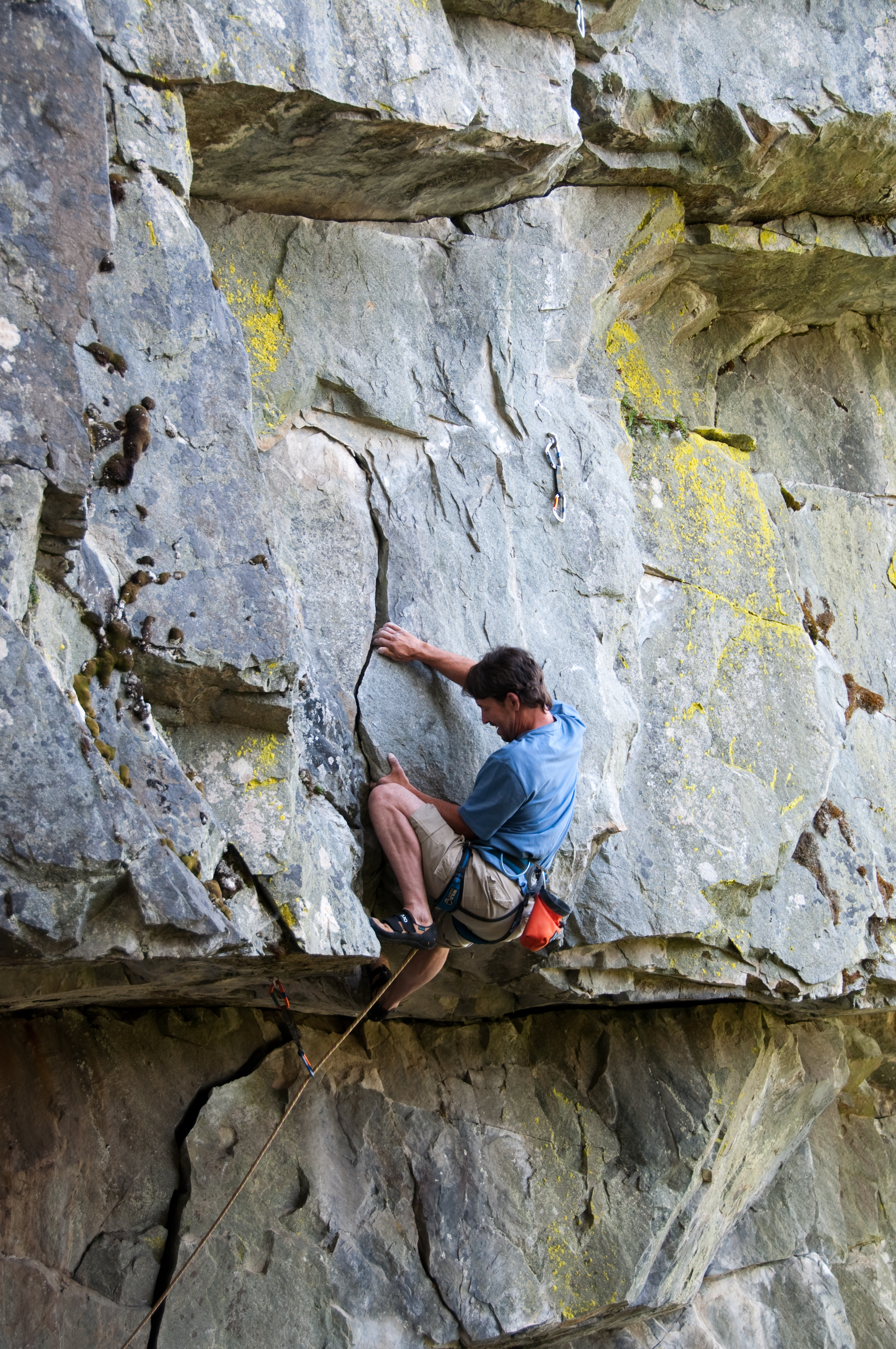
3

Okapami nazywane są też płytkie zagłębienia w ścianach skalnych, przypominające zaczątkowe formy jaskiń (pseudokras). Państwowy Instytut Geologiczny liczne okapy umieścił w rejestrze jaskiń.